# Královský palác v Madridu

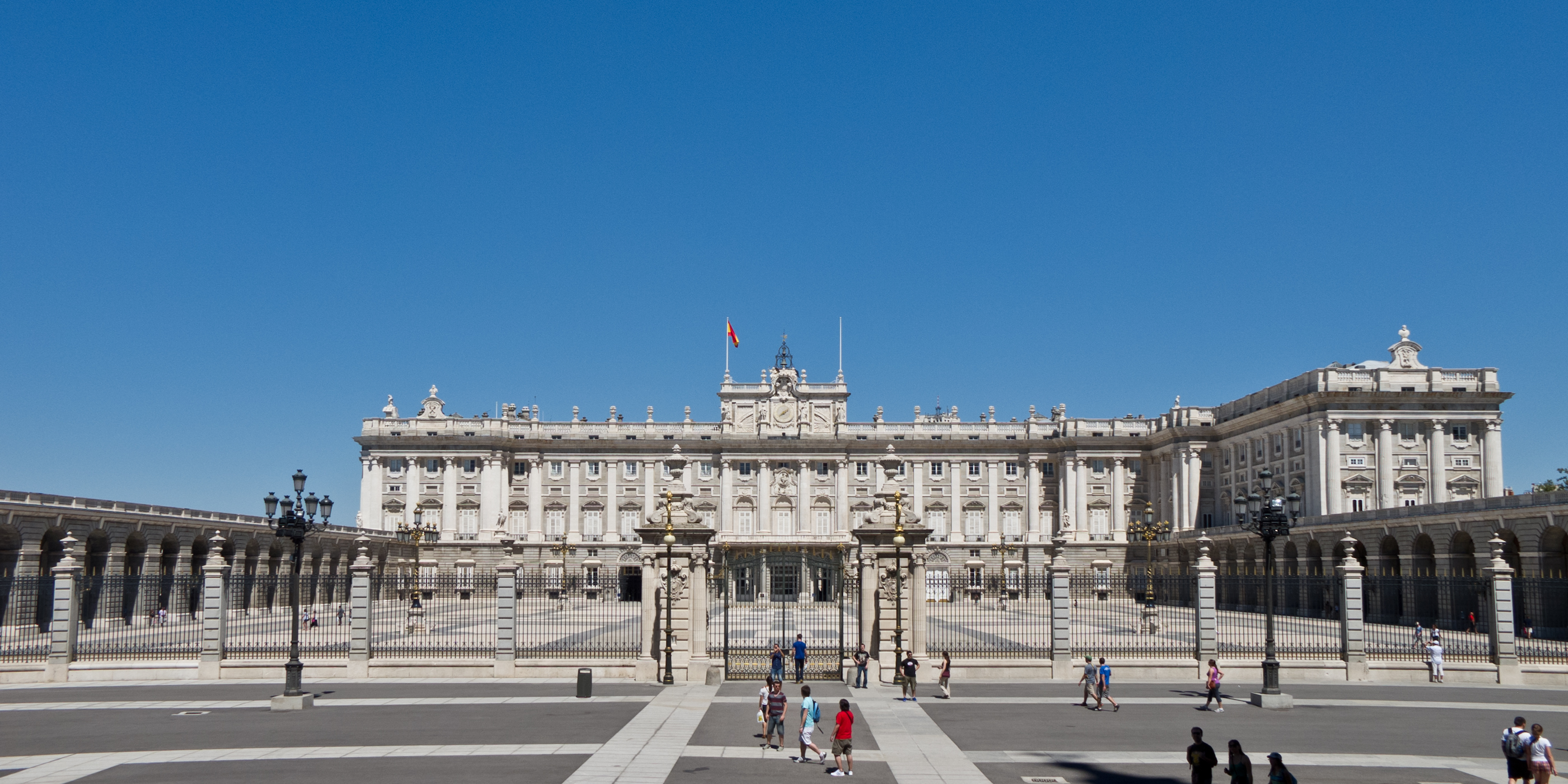
Královský palác v Madridu

Královský palác v Madridu (španělsky Palacio Real de Madrid) je oficiálním sídlem španělského krále. Je považován za nejrozlehlejší v západní Evropě [zdroj⁠?!], neboť zaujímá plochu 135 000 m² a má více než 3418 místností. Palác ve svých zdech uchovává cenné historicko-umělecké sbírky, mezi nimiž vyniká například kolekce hudebních nástrojů vyrobených Antoniem Stradivariem.

## Dějiny paláce
Stavba paláce začala roku 1738 podle plánu architekta Filippa Juvary, které byly ovšem do značné míry pozměněny jeho žákem Juanem Bautistou Sachettim. Dokončení, rozšíření a výzdoby stavby se ujal Francesco Sabatini. Prvním monarchou, který se v paláci natrvalo usídlil, byl Karel III. Španělský.
Palác byl sídlem španělských králů do roku 1931. Nadále se v něm konají důležitá setkání, oficiální státní akty a ceremonie, zatímco soukromou rezidencí královské rodiny je palác Zarzuela, kde se královský pár ubytoval roku 1962, když Juan Carlos odmítl obývat Královský palác.
Posledním králem, který zde trvale bydlel, byl Alfons XIII. Španělský. Poté v paláci sídlil ještě Manuel Azaña, prezident Druhé španělské republiky, a byl tak poslední hlavou státu, která zde žila. V té době byla rezidence nazývána Palacio Nacional, „národní palác“. Dodnes se vedle královské kaple zachovala místnost známá jako Azañova kancelář. Další používané označení je Palacio de Oriente, podle náměstí Plaza de Oriente při východní fasádě paláce (nachází se na západě historického jádra města).
Interiér paláce vyniká uměleckým bohatstvím, ať už se jedná o vybrané materiály použité při stavbě či o výzdobu jeho pokojů všemi druhy umění, mezi nimiž najdeme obrazy Caravaggiovy, Velázquezovy, Goyovy, fresky od Corrada Giaquinta, Tiepola či Mengse. Mezi další cenné předměty patří exponáty královské zbrojnice, sbírky tapiserií, porcelánu, hodin a mobiliáře.

## Galerie

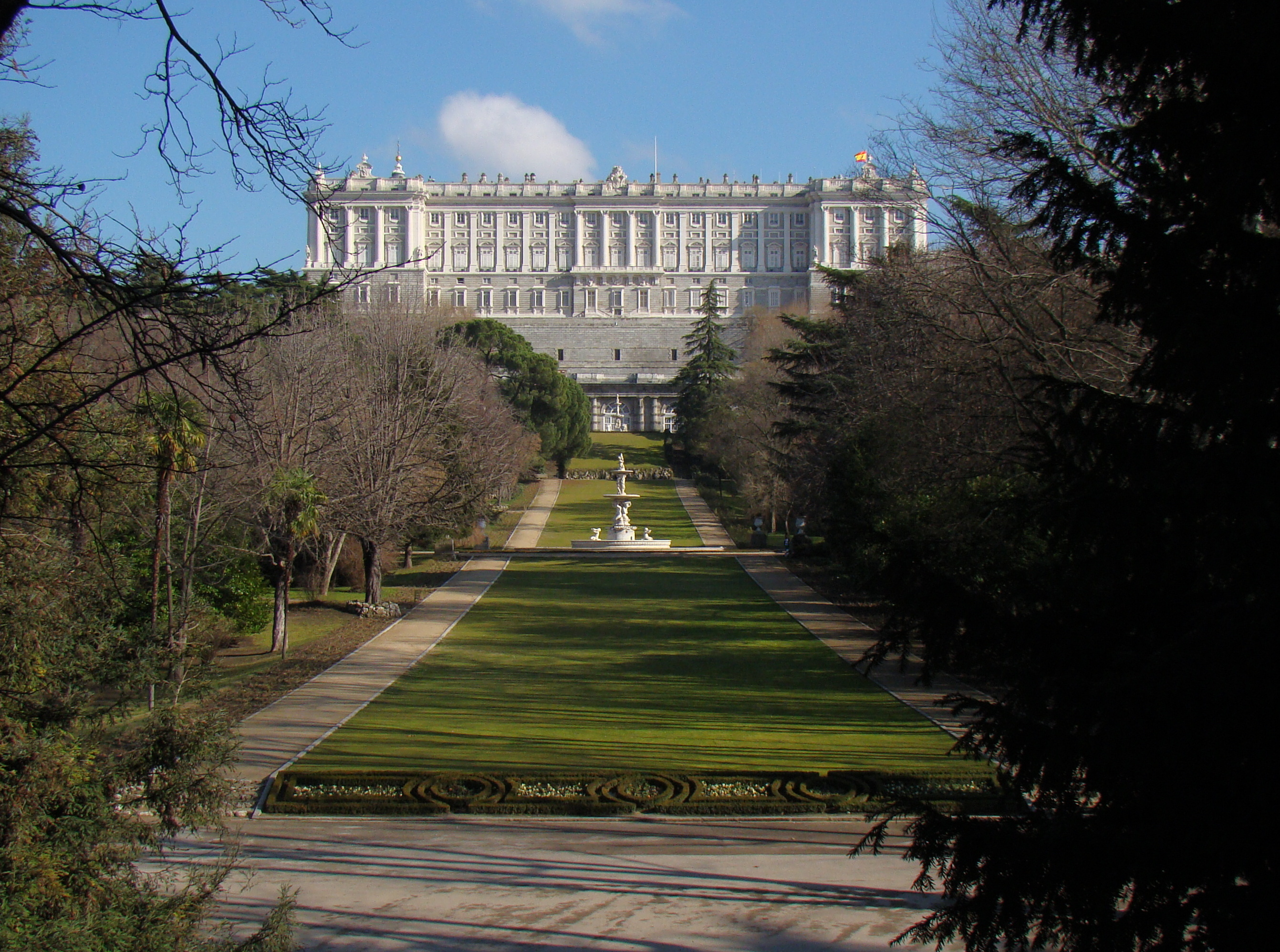
Zahrady a západní fasáda
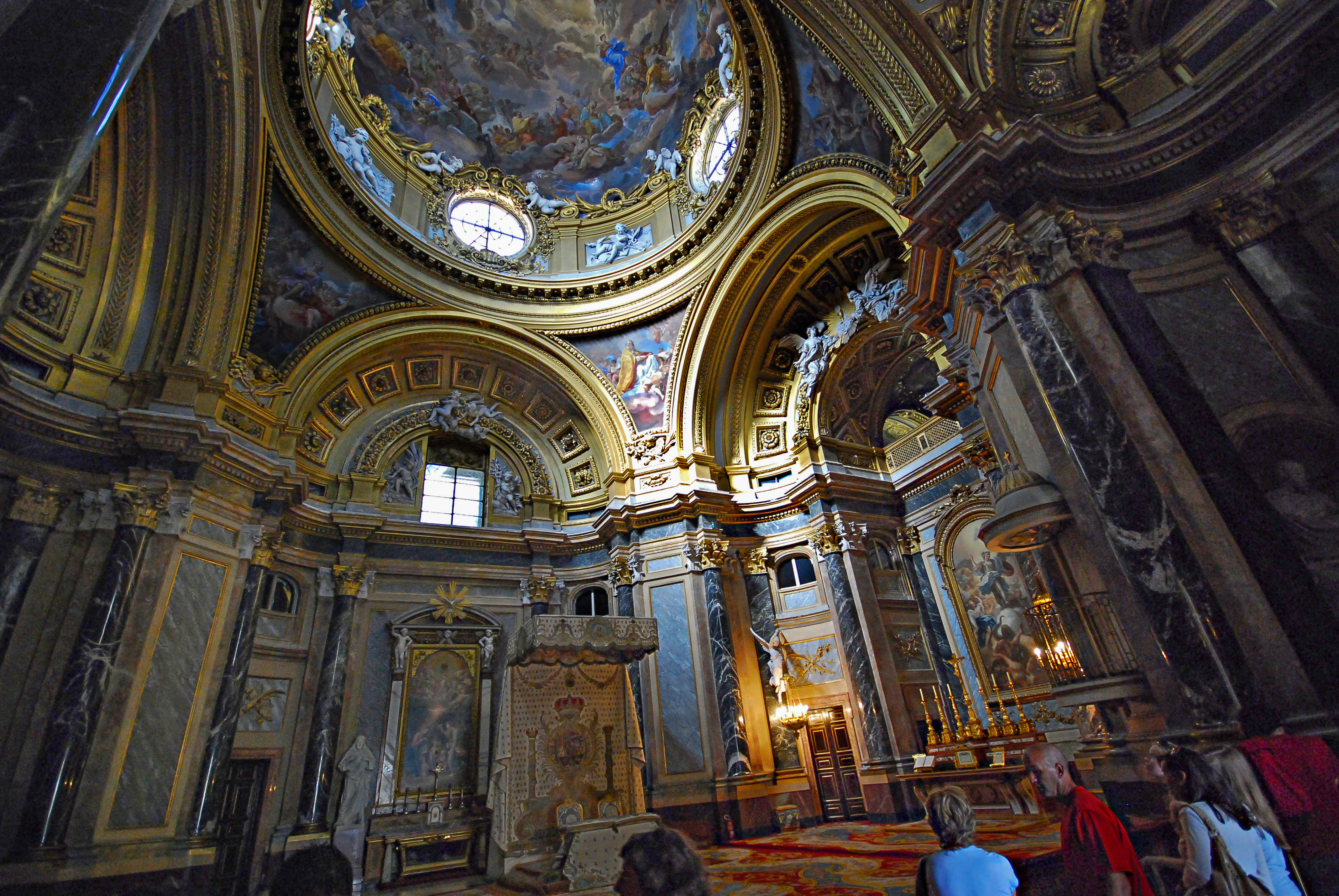
Královská kaple
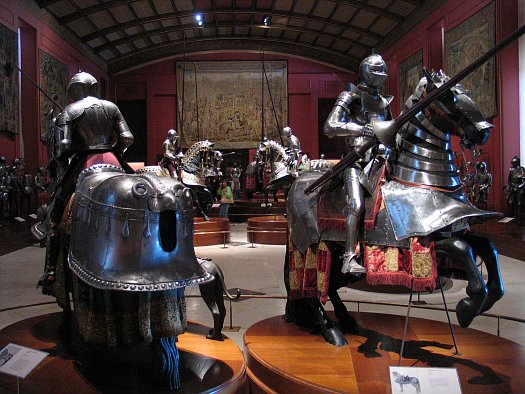
Královská zbrojnice
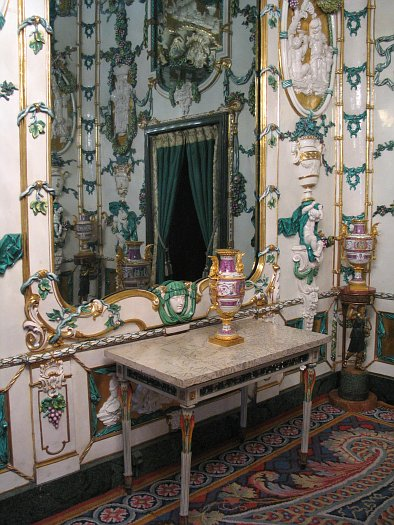
Porcelánový sál